# The Prodigal Stranger
The Prodigal Stranger è l'undicesimo album dei Procol Harum, pubblicato nel 1991. L'album è dedicato alla memoria di Barrie James Wilson, il batterista della band in tutti i precedenti lavori.

## Tracce
1. The Truth Won't Fade Away
2. Holding On
3. Man with a Mission
4. (You Can't) Turn Back the Page
5. One More Time
6. A Dream in Ev'ry Home
7. The Hand That Rocks the Cradle
8. The King of Hearts
9. All Our Dreams Are Sold
10. Perpetual Motion
11. Learn to Fly
12. The Pursuit of Happiness

## Formazione
- Gary Brooker - pianoforte, voce
- Matthew Fisher - organo
- Robin Trower - chitarra
- Mark Brzezicki - batteria
- Dave Bronze - basso
- Jerry Stevenson - chitarra, mandolino
- Keith Reid - testi
- Henry Spinetti - batteria in The Truth Won't Fade Away
- Steve Lange, Maggie Ryder, Miriam Stockley – seconde voci in Holding On